# Pedro Herrada
Pedro Herrada Morelos (* 6 de septiembre de 1948) es un futbolista mexicano. Jugó para el Club Deportivo Guadalajara de 1968 a 1978. Durante su estancia en las Chivas anotó 36 goles.
Herrada empezó su carrera profesional en la temporada 1967-68 con el primer equipo del Club Deportivo Guadalajara. Con este equipo lograría ganar la liga y copa de la temporada 1969-70.
En 1976 tuvo un pequeño paso por el fútbol estadounidense con el Philadelphia Atoms, equipo que tenía un acuerdo con Clubes Unidos de Jalisco, para foguear jugadores tapatíos en la North American Soccer League. Al terminar la temporada, Herrada regresó a México para concluir su carrera con el Guadalajara en la temporada 1977-78.
Fue seleccionado nacional en dos ocasiones, su primera participación fue el 30 de septiembre de 1970 contra Brasil y la segunda el 6 de febrero de 1973 contra Argentina.
Actualmente se desempeña como administrador del Estadio Jalisco.

## Clubes
| Club               | País           | Año         |
| ------------------ | -------------- | ----------- |
| Guadalajara        | México         | 1968 - 1976 |
| Philadelphia Atoms | Estados Unidos | 1976        |
| Guadalajara        | México         | 1977 - 1978 |

## Palmarés

### Títulos nacionales
| Título               | Equipo      | País   | Año     |
| -------------------- | ----------- | ------ | ------- |
| Primera División     | Guadalajara | México | 1969-70 |
| Copa México          | Guadalajara | México | 1969-70 |
| Campeón de Campeones | Guadalajara | México | 1969-70 |